# Guarrate
Guarrate es un municipio y localidad española de la provincia de Zamora, en la comunidad autónoma de Castilla y León.
Se encuentra situada en el extremo sur de la provincia, en la comarca de La Guareña, a 40 kilómetros de la capital. Tiene una superficie de 31,6 km² y una población de 334 habitantes que se dedican principalmente a la agricultura y ganadería, aunque actualemte cuenta con varios talleres metálicos y de corte de mármol. Son especialmente conocidas sus explotaciones de leche.

## Toponimia
Entre las teorías sobre el origen del topónimo se encuentra la posibilidad de ser un diminutivo fluvial del río Guareña, con sufijo despectivo, aunque parece improbable, o su derivación del árabe wadi, wad ‘río’, pero es descartable ya que la primera mención, de 1126, es como Garrat / Garrate y los topónimos guad- se encuentran mayoritariamente al sur del Sistema Central. Por tanto, parece hacer referencia a un nombre de propietario, quizás basado en el hispanoárabe qarrát, del clásico qurt ‘pendiente, broche’.

## Situación
Se halla situado en un cerro poco pronunciado, situado entre los valles del Juncal y la Presa, por los que discurren los arroyos de Valdeladrones y San Pedro, que se unen a unos 500 m del pueblo y cuyas aguas desembocan en el Guareña, afluente del Duero.
Su término municipal limita al norte el Pego y la Bóveda de Toro, al sureste Fuentelapeña, al este Vadillo de la Guareña y al suroeste Fuentesaúco.

## Historia
Lo más probable es que Guarrate fuese fundado durante las repoblaciones emprendidas por los reyes de León en la zona en la Edad Media. De lo que no cabe duda es de su pertenencia en la Baja Edad Media a la Vicaría de Fuentesaúco, estando integrado en lo eclesiástico en la diócesis de Zamora y en lo civil en el Reino de León.
Ya en la Edad Moderna, en 1561, los registros históricos acreditaban una población no muy numerosa, que se reducía a 25 vecinos. Por otro lado, en esta época Guarrate era una de las localidades integradas en la provincia de Toro, en la que se mantuvo hasta la desaparición de esta a inicios del siglo XIX. Así, con la creación de las actuales provincias en 1833, Guarrate pasó a formar parte de la provincia de Zamora, manteniendo su adscripción regional a la Región Leonesa.
En la segunda mitad del siglo XIX el pueblo pertenecía al marqués de Viesca de la Sierra, cuya casa-palacio se conserva todavía, siendo hoy sede del ayuntamiento. En 1900, sin embargo, pertenecía a los Marqueses de Santa María de Silvela, año en el que un incendio de ocho días destruyó gran parte del pueblo. Sus propietarios regalaron al pueblo toda la madera necesaria para construir de nuevo sus casas, logrando reponerse de sus ruinas y reconstruirse. Posteriormente, los hijos de los marqueses de Silvela se dedicaron a la carrera diplomática, con lo que vendieron la administración del pueblo en 1924 a cinco vecinos de Fuentesaúco. En aquel tiempo, la tercera parte del terreno era monte de encina y, con los primitivos medios de que entonces se disponía, hubo que desmatarlo para poder ponerlo en cultivo.
Posteriormente, el pueblo fue vendido a sus habitantes por mediación del Instituto Nacional de Colonización, ya en el siglo XX.

## Geografía humana

### Demografía
Cuenta con una población de 314 habitantes (INE 2024).

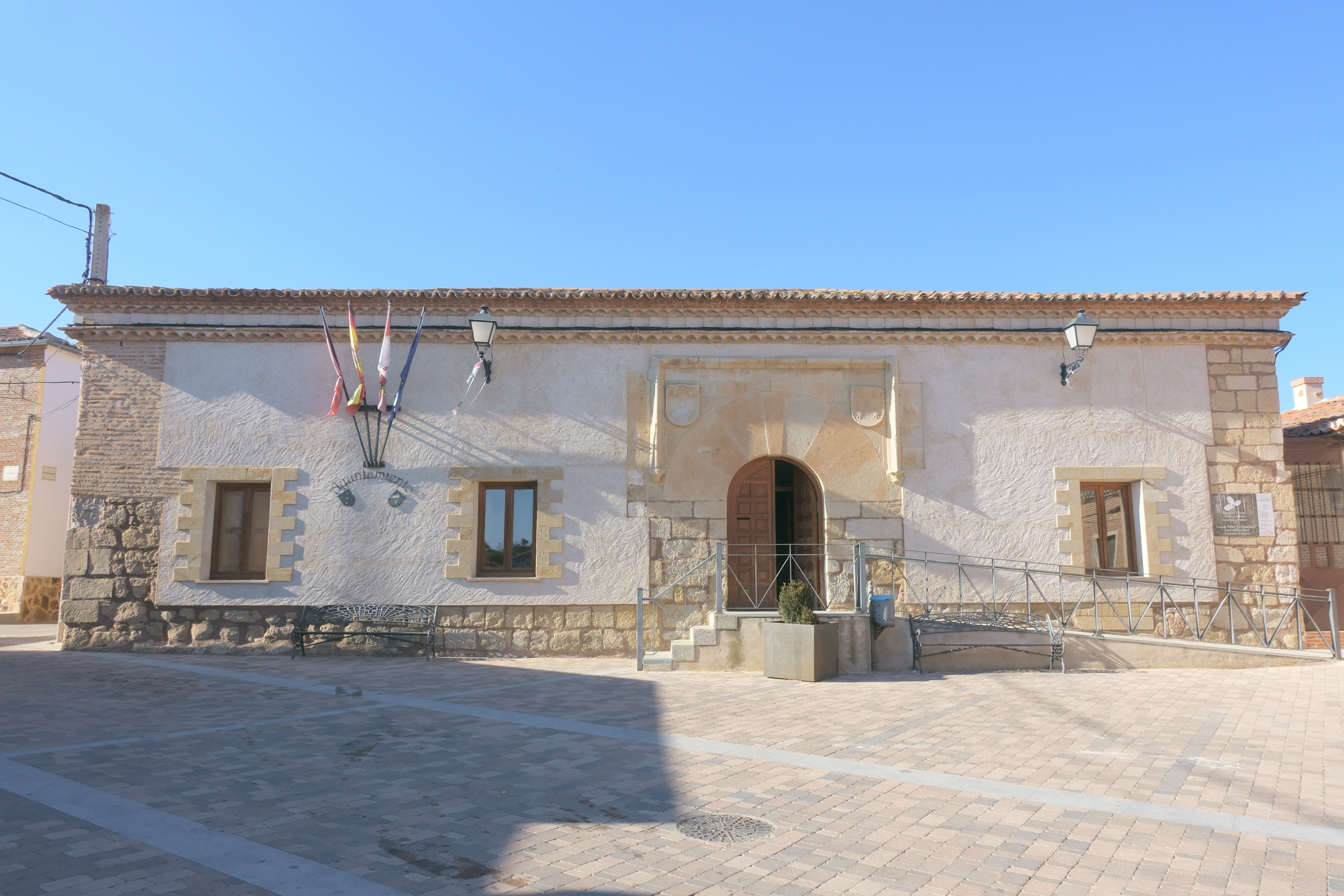
Casa consistorial

| Gráfica de evolución demográfica de Guarrate entre 1842 y 2021                                                        |
| |
| Población de derecho según los censos de población del INE. Población de hecho según los censos de población del INE. |

## Símbolos

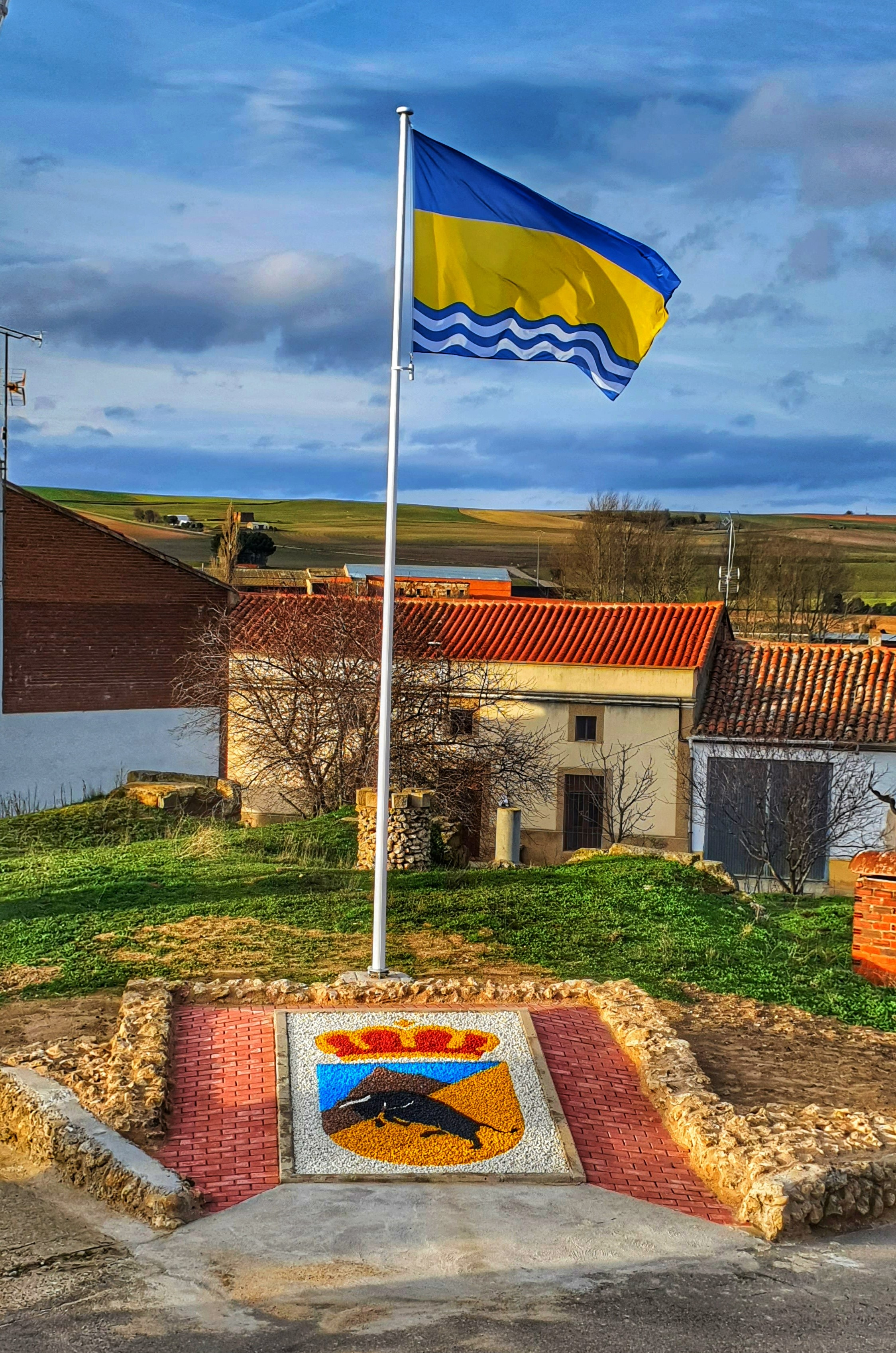
Bandera y escudo de Guarrate

Los símbolos del municipio son los siguientes:[cita requerida]

Escudo tajado. Primero de azur, una montaña al natural. Segundo de oro. Sobre el todo un toro furioso de sable y cornado de plata. Timbrado de corona real.

La bandera es rectangular, de proporciones 2:3, formada por un paño dividido por tres franjas horizontales iguales, siendo azul la superior, amarilla la central y la inferior ondulante azul con dos fajas ondadas blancas, de cuatro y media crestas, de grueso 1/20 de la altura del paño.

## Cultura

### Patrimonio

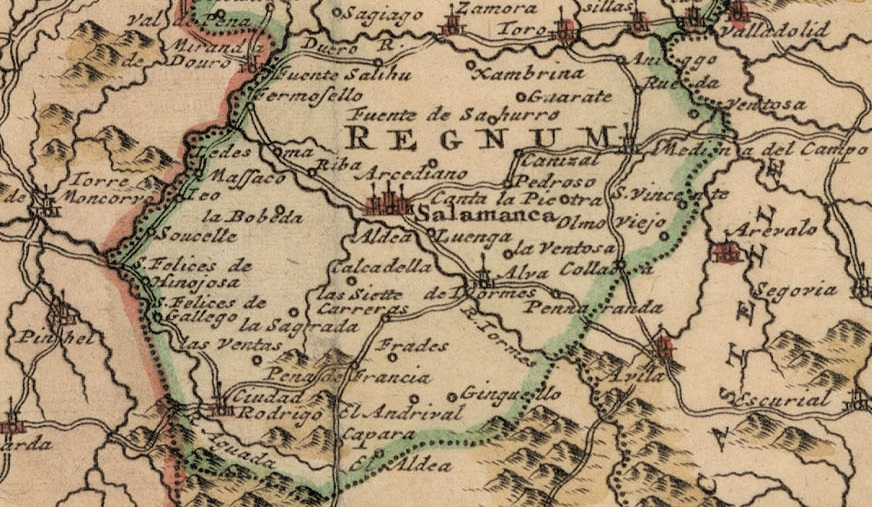
Detalle del mapa Nouvelle Carte d'Asturie, Galice et Leon, de principios del, en que se puede observar Guarrate

Iglesia parroquial de Santa María de la Asunción
Sus orígenes se remontan a 1232, según consta en el libro de José Navarro Talegón Catálogo monumental de Toro y su alfoz.
Constan en los libros parroquiales obras de mantenimiento y reparación en los años 1563 a 1565, en 1572 se manda vender el crucifijo a otra iglesia para ayudar al pago de la obra de una pared que se estaba cayendo. En 1593 el Obispo manda rehacer la torre por estar muy agrietada, en el mismo año Francisco Bellaz recibe 1000 mrs por hacer la sacristía. En 1711 se encontraba semiderruida y en 1726 estaba hundida la techumbre de la capilla mayor y gran parte de la cantería de los muros, por estas causas fue reedificada, consta asimismo que en 1756 fue nuevamente reedificada (o terminada la anterior) conforme a la traza y condiciones del arquitecto de Toro, Simón Gavilán Tomé.
El campanario de los pies, llamado así por su situación respecto a la planta de la iglesia, es del año 1956, por haberse caído el anterior.
Ermita de Nuestra Señora del Tránsito
La mandó construir Pedro Toribio Fonseca Pérez, natural del pueblo y emigrado a América, el 15 de mayo de 1892 se puso la primera piedra, se bendijo y abrió al culto el 15 de abril de 1893.
Los planos fueron realizados por Magín López, maestro de obras de Zamora.
Dicha ermita contiene la tumba del hijo del fundador y la imagen de la Virgen del Tránsito.

### Fiestas

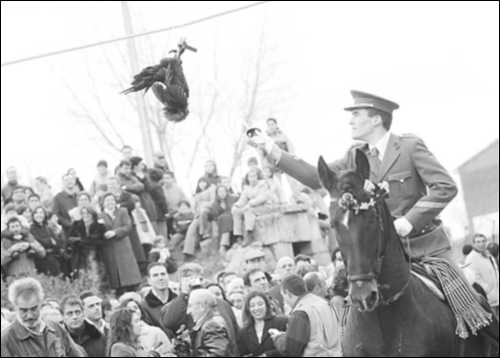
Persona montada a caballo que trata de golpear simbólicamente un gallo disecado en la festividad de Correr el gallo

Cada año el último domingo de enero, este pueblo de la comarca de La Guareña  se conjura para renovar la tradición de una fiesta ancestral que tiene por protagonistas a los quintos y al gallo. Correr el gallo en Guarrate constituye una ceremonia ineludible. En el pago de las bodegas, a las cuatro de la tarde, el pueblo queda inmóvil. Todos sus vecinos asisten al rito de iniciación.
Dicha tradición consiste en que teniendo un gallo atado (antiguamente vivo) los quintos del pueblo relatan sus peripecias, echándole culpa al gallo de ellas, y una vez echa la relación se pasa galopando a lomos de un caballo golpeando con la espada al gallo (el gallo no sufre, porque está prohibido colgarlo vivo) (otros pueblos de alrededor, antiguamente hacían lo mismo pero la diferencia era que se tiraba de la cabeza, hasta que se llevaba de trofeo).
También destaca los espantes taurinos, en las fiestas en honor a San Antonio, patrón del pueblo (el tercer fin de semana de junio).